# 1999 (creepypasta)
1999 är en creepypasta som laddades upp på internet 2009 av Camden Lamont. Den ingår i undergenren "Lost Episodes", vilket är spökhistorier där kända barnprogram har avsnitt som är förlorade eller dolda för att ha groteska och våldsamma detaljer och som aldrig sändes på TV. 

## Handling
En ung pojke vid namn Elliot fick en TV som 5-åring. Han fick tillgång till en TV-kanal kallad “Channel 21” som ägdes av en man som gjorde olika "barnprogram" i sin egen källare. I ett av programmen ser man “Mr.Bear”, vilket är samma man som bär på en sliten björnkostym, och uppmuntrar barn att skicka brev och hälsa på honom för att leka. När Elliot ville hälsa på Mr.Bear efter att ha skrivit ett brev till honom, slutade med att han och hans far såg polisen undersöka huset där programmet sändes när det kom fram. Detta ledde till att Elliot tio år senare ville gå till botten med mysteriet, genom att skriva en blogg om hans barndomsminnen och försöka ta reda på vem Mr.Bear egentligen var... 

## Bakgrund
Camden Lamont laddade upp spökhistorien den 14 november 2009. Han spånade vidare med berättelsen 2011 och laddade upp den på 4chan 2012. Det var inte förrän 2014 som 1999 fick en större popularitet och många fans har försökt återskapa avsnitten som beskrevs i berättelsen. 
Mr.Bear är troligen en parodi på Barney och vänner och Nalle har ett stort blått hus. 1999 har en liknande koncept som Candle Cove, eftersom båda handlar om “obehagliga barnprogram” som har setts av en liten minoritet av barn men som aldrig sändes på kända TV-kanaler. Till skillnad från Candle Cove, är Mr.Bears program skapat av en satanistisk barnmördare som lurade dit barn för att döda dem och utföra någon form av ritual. Lamont skrev berättelsen för att förmedla budskapet att det riktiga monsterna är dem människor som gömmer sig i samhället och begår omänskliga brott. 
Lamont planerade även att göra en uppföljare, eftersom historien slutade med en cliffhanger. Han blev färdig med berättelsen, men efter att han såg fans göra egna videor som skulle vara "uppföljare" till hans berättelse, bestämde han sig för att inte ladda upp sin berättelse. 